# کاپکانس
کاپکانس (به اسپانیایی: Capsanes) یک منطقهٔ مسکونی در اسپانیا است که در پرورات واقع شده‌است. کاپکانس ۲۲٫۵ کیلومتر مربع مساحت دارد ۲۳۸ متر بالاتر از سطح دریا واقع شده‌است.